# Wyżnia Wysoka Gerlachowska
Wyżnia Wysoka Gerlachowska, także Wyżnia Wysoka Gierlachowska (słow. Veľká Litvorová veža, niem. Grosser Litvorovyturm, węg. Nagy Litvorovytorony) – mało wybitna, drugorzędna turnia o wysokości 2581 m n.p.m. w słowackich Tatrach Wysokich. Znajduje się ona w północnej grani Zadniego Gerlacha, w grani głównej Tatr Wysokich. Od Gerlachowskiej Kopy oddzielona jest Pośrednią Gerlachowską Przełączką, a od Niżniej Wysokiej Gerlachowskiej (dokładniej Gerlachowskiej Turniczki) oddziela ją Niżnia Gerlachowska Przełączka.
Wyżnia Wysoka Gerlachowska jest dostępna jedynie dla taterników, nie prowadzą na nią żadne znakowane szlaki turystyczne.

## Nazewnictwo
Nazwa Wyżniej Wysokiej Gerlachowskiej i sąsiadującej z nią Niżniej Wysokiej Gerlachowskiej pochodzi od dawnej nazwy pobliskiego Staroleśnego Szczytu (Wysoka). Pierwotnie nazwa Wysokie Gerlachowskie dotyczyła Wielickiego i Litworowego Szczytu, jednak z czasem została przeniesiona na te wierzchołki. Nazewnictwo słowackie, niemieckie i węgierskie tyczy się położonej poniżej Doliny Litworowej.

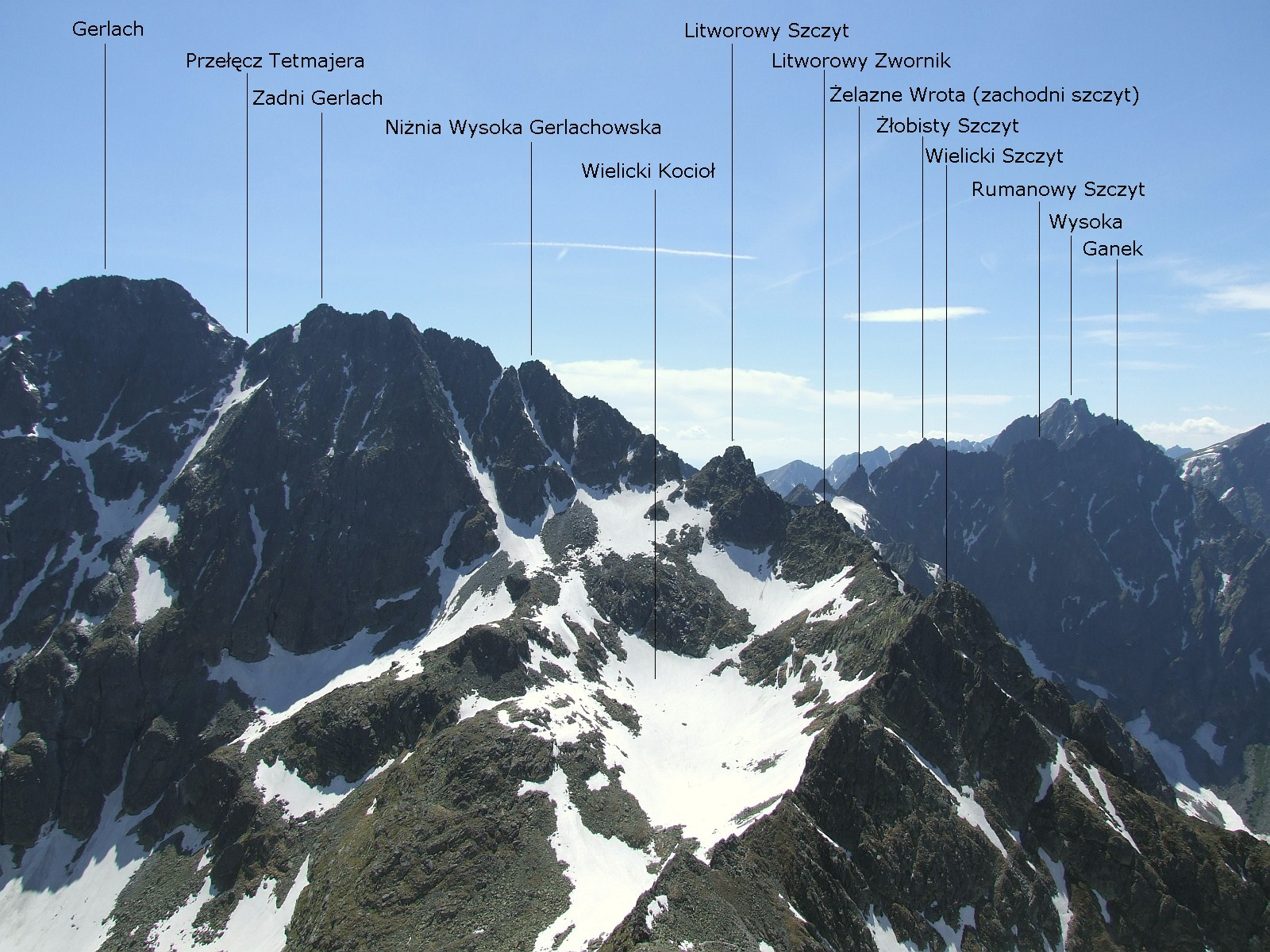
Wyżnia Wysoka Gerlachowska (trzeci wierzchołek na prawo od Zadniego Gerlacha, charakterystyczny płaski blok szczytowy)

## Historia
Pierwsze wejścia turystyczne:
- G. Horváth i Johann Hunsdorfer senior, 5 sierpnia 1905 r. – letnie
- Pavel Krupinský i Matthias Nitsch, 22 marca 1936 r. – zimowe.